# 学術研究懇談会
学術研究懇談会（がくじゅつけんきゅうこんだんかい）とは、日本の11の研究大学からなるコンソーシアムである。略称はRU11。大学政策や科学技術政策についての提言等を行っている。

## 概要
研究及びこれを通じた高度な人材の育成に重点を置き、世界で激しい学術の競争を続けてきている大学（Research University）による国立私立の設置形態を超えたコンソーシアムである。 平成21年11月に旧帝国大学と早慶の9大学（北海道大学、東北大学、東京大学、早稲田大学、慶應義塾大学、名古屋大学、京都大学、大阪大学、九州大学）で発足し、平成22年8月に筑波大学、東京工業大学が加入し、11大学で構成されている。

## 構成大学
- 北海道大学
- 東北大学
- 東京大学
- 早稲田大学
- 慶應義塾大学
- 名古屋大学
- 京都大学
- 大阪大学
- 九州大学
- 筑波大学
- 東京科学大学